# Премия «Золотая малина» за худший актёрский дуэт
В список вошли все лауреаты и номинанты премии «Золотая малина» за худший актёрский дуэт. Награда присуждается ежегодно с 1995 года.

## Лауреаты и номинанты
Здесь приведён полный список номинантов.
| Лауреаты — выделены отдельным цветом. |

### 1994—1999
| За год | Ном. | Фотографии лауреатов                                                                                    | Лауреаты и номинанты                                                              |
| ------ | ---- | --- | --------------------------------------------------------------------------------- |
| 1994   | 15-я | | • Том Круз и Брэд Питт — «Интервью с вампиром»                                    |
| 1994   | 15-я | • Сильвестр Сталлоне и Шэрон Стоун — «Специалист»                                                       |                                                                                   |
| 1994   | 15-я | • любая комбинация из двух человек в фильмe «Цвет ночи»                                                 |                                                                                   |
| 1994   | 15-я | • Дэн Эйкройд и Рози О’Доннелл — «Райское наслаждение»                                                  |                                                                                   |
| 1994   | 15-я | • Кевин Костнер и каждая из его трех жён в фильмe «Уайетт Эрп»                                          |                                                                                   |
| 1995   | 16-я | | • любая комбинация из двух человек (или двух частей тела!) в фильмe «Шоугёлз»     |
| 1995   | 16-я | • Тим Дейли и Шон Янг — «Доктор Джекилл и мистер Хайд»                                                  |                                                                                   |
| 1995   | 16-я | • Уильям Болдуин и Синди Кроуфорд — «Честная игра»                                                      |                                                                                   |
| 1995   | 16-я | • Дэйв Фоли и Джулия Суини — «Эта кошмарная Пэт»                                                        |                                                                                   |
| 1995   | 16-я | • Деми Мур с Робертом Дювалем, или с Гэри Олдменом — «Алая буква»                                       |                                                                                   |
| 1996   | 17-я | | • Деми Мур и Бёрт Рейнольдс — «Стриптиз»                                          |
| 1996   | 17-я | • Бивис и Баттхед — «Бивис и Баттхед уделывают Америку»                                                 |                                                                                   |
| 1996   | 17-я | • Марлон Брандо и «карлик» — «Остров доктора Моро»                                                      |                                                                                   |
| 1996   | 17-я | • Мэтт Леблан и «Эд, механическая обезьяна» — «Эд»                                                      |                                                                                   |
| 1996   | 17-я | • Памела Андерсон и «впечатляющие имплантаты» — «Не называй меня малышкой»                              |                                                                                   |
| 1997   | 18-я | | • Жан-Клод Ван Дамм и Деннис Родман — «Колония»                                   |
| 1997   | 18-я | • Сандра Буллок и Джейсон Патрик — «Скорость 2: Контроль над круизом»                                   |                                                                                   |
| 1997   | 18-я | • Джордж Клуни и Крис О’Доннелл — «Бэтмен и Робин»                                                      |                                                                                   |
| 1997   | 18-я | • Стивен Сигал и его «гитары» — «Огонь из преисподней»                                                  |                                                                                   |
| 1997   | 18-я | • Джон Войт и «макет анаконды» — «Анаконда»                                                             |                                                                                   |
| 1998   | 19-я | | • Леонардо Ди Каприо и «брат-близнец» (двойная роль) — «Человек в железной маске» |
| 1998   | 19-я | • Бен Аффлек и Лив Тайлер — «Армагеддон»                                                                |                                                                                   |
| 1998   | 19-я | • любая комбинация из двух человек, части тела или модных аксессуаров в фильмe «Спайс Уорлд»            |                                                                                   |
| 1998   | 19-я | • любая комбинация из двух людей, которые играли самих себя или с собой в фильмe «Гори, Голливуд, гори» |                                                                                   |
| 1998   | 19-я | • Рэйф Файнс и Ума Турман — «Мстители»                                                                  |                                                                                   |
| 1999   | 20-я | | • Кевин Клайн и Уилл Смит — «Дикий, дикий Вест»                                   |
| 1999   | 20-я | • Пирс Броснан и Дениз Ричардс — «И целого мира мало»                                                   |                                                                                   |
| 1999   | 20-я | • Шон Коннери и Кэтрин Зета-Джонс — «Западня»                                                           |                                                                                   |
| 1999   | 20-я | • Джейк Ллойд и Натали Портман — «Звёздные войны: Эпизод I — Скрытая угроза»                            |                                                                                   |
| 1999   | 20-я | • Лили Тейлор и Кэтрин Зета-Джонс — «Призрак дома на холме»                                             |                                                                                   |

### 2000—2009
| За год | Ном. | Фотографии лауреатов | Лауреаты и номинанты                                                                      |
| ------ | ---- | --- | ----------------------------------------------------------------------------------------- |
| 2000   | 21-я | | • Джон Траволта и любой другой актёр в кадре в фильме «Поле битвы: Земля»                 |
| 2000   | 21-я | • Арнольд Шварценеггер (как Адам Гибсон и как клон Адама Гибсона) — «6-й день»                                                                                              |                                                                                           |
| 2000   | 21-я | • Ричард Гир и Вайнона Райдер — «Осень в Нью-Йорке» |                                                                                           |
| 2000   | 21-я | • любые два актёра в фильме «Ведьма из Блэр 2: Книга теней» |                                                                                           |
| 2000   | 21-я | • Мадонна, или с Рупертом Эвереттом, или с Бенджамином Брэттом — «Лучший друг»                                                                                              |                                                                                           |
| 2001   | 22-я | | • Том Грин и любое животное — «Пошёл ты, Фредди»                                          |
| 2001   | 22-я | • Бен Аффлек с Кейт Бекинсейл, или с Джошем Хартнеттом — «Пёрл-Харбор» |                                                                                           |
| 2001   | 22-я | • Мэрайя Кэри и её «декольте» — «Блеск» |                                                                                           |
| 2001   | 22-я | • Бёрт Рейнольдс и Сильвестр Сталлоне — «Гонщик» |                                                                                           |
| 2001   | 22-я | • Курт Рассел с Кевином Костнером, или с Кортни Кокс — «3000 миль до Грэйсленда»                                                                                            |                                                                                           |
| 2002   | 23-я | | • Адриано Джаннини и Мадонна — «Унесённые»                                                |
| 2002   | 23-я | • Роберто Бениньи и Николетта Браши — «Пиноккио» |                                                                                           |
| 2002   | 23-я | • Хейден Кристенсен и Натали Портман — «Звёздные войны: Эпизод II — Атака клонов»                                                                                           |                                                                                           |
| 2002   | 23-я | • Эдди Мёрфи с Робертом Де Ниро за фильм «Шоу начинается», или с Оуэном Уилсоном за фильм «Обмануть всех», или с клоном за фильм «Приключения Плуто Нэша»                   |                                                                                           |
| 2002   | 23-я | • Бритни Спирс и Энсон Маунт — «Перекрёстки» |                                                                                           |
| 2003   | 24-я | | • Бен Аффлек и Дженнифер Лопес — «Джильи»                                                 |
| 2003   | 24-я | • Келли Кларксон и Джастин Гуарини — «От Джастина к Келли» |                                                                                           |
| 2003   | 24-я | • Эштон Кутчер с Бриттани Мерфи за фильм «Молодожёны», или с Тарой Рейд за фильм «Дочь моего босса»                                                                         |                                                                                           |
| 2003   | 24-я | • Майк Майерс и «either Thing One or Thing Two» — «Кот» |                                                                                           |
| 2003   | 24-я | • Эрик Кристиан Олсен и Дерек Ричардсон — «Тупой и ещё тупее тупого: Когда Гарри встретил Ллойда»                                                                           |                                                                                           |
| 2004   | 25-я | | • Джордж Буш и Кондолиза Райс — за доку-фильм «Фаренгейт 9/11»                            |
| 2004   | 25-я | • Бен Аффлек с Дженнифер Лопес, или с Лив Тайлер — «Девушка из Джерси» |                                                                                           |
| 2004   | 25-я | • Хэлли Берри с Бенджамином Брэттом, или с Шэрон Стоун — «Женщина-кошка» |                                                                                           |
| 2004   | 25-я | • Сёстры Олсен — «Мгновения Нью-Йорка» |                                                                                           |
| 2004   | 25-я | • Кинен Уэйанс и Шон Уэйанс — «Белые цыпочки» |                                                                                           |
| 2005   | 26-я | | • Уилл Феррелл и Николь Кидман — «Колдунья»                                               |
| 2005   | 26-я | • Джейми Кеннеди и любой актёр или актриса — «Сын Маски» |                                                                                           |
| 2005   | 26-я | • Дженни Маккарти и все те, кто с ней хочет подружиться или пригласить на свидание — «Грязная любовь»                                                                       |                                                                                           |
| 2005   | 26-я | • Роб Шнайдер и его «подгузник» — «Мужчина по вызову 2» |                                                                                           |
| 2005   | 26-я | • Джессика Симпсон и «Дэйзи Дьюк» — «Придурки из Хаззарда» |                                                                                           |
| 2006   | 27-я | | • Шон Уэйанс с Марлоном Уэйансом, или с Керри Вашингтон — «Шалун»                         |
| 2006   | 27-я | • Тим Аллен и Мартин Шорт — «Санта Клаус 3» |                                                                                           |
| 2006   | 27-я | • Николас Кейдж и его «медвежий костюм» — «Плетёный человек» |                                                                                           |
| 2006   | 27-я | • Хилари Дафф и Хейли Дафф — «Реальные девчонки» |                                                                                           |
| 2006   | 27-я | • Шэрон Стоун и её «грудь» — «Основной инстинкт 2» |                                                                                           |
| 2007   | 28-я | | • Линдси Лохан и Линдси Лохан — «Я знаю, кто убил меня»                                   |
| 2007   | 28-я | • Джессика Альба с Хейденом Кристенсеном («Наркоз»), или с Дейном Куком («Удачи, Чак»), или с Йоаном Гриффитом («Фантастическая четвёрка 2: Вторжение Серебряного сёрфера») |                                                                                           |
| 2007   | 28-я | • Эдди Мёрфи и Эдди Мёрфи — «Уловки Норбита» |                                                                                           |
| 2007   | 28-я | • Адам Сэндлер с Кевином Джеймсом, или с Джессикой Биль — «Чак и Ларри: Пожарная свадьба»                                                                                   |                                                                                           |
| 2007   | 28-я | • любая комбинация из двух людей в фильмe «Братц» |                                                                                           |
| 2008   | 29-я | | • Пэрис Хилтон и Кристин Лакин или Пэрис Хилтон и Джоэл Дэвид Мур — «Красавица и уродина» |
| 2008   | 29-я | • Эдди Мёрфи внутри Эдди Мёрфи — «Знакомьтесь: Дэйв» |                                                                                           |
| 2008   | 29-я | • Камерон Диас и Эштон Кутчер — «Однажды в Вегасе» |                                                                                           |
| 2008   | 29-я | • Дженни МакКарти и Ларри Кейбл Гай — «Бестолковая защита» |                                                                                           |
| 2008   | 29-я | • Уве Болл и любой актёр, камера или сценарий |                                                                                           |
| 2009   | 30-я | | • Сандра Буллок и Брэдли Купер — «Всё о Стиве»                                            |
| 2009   | 30-я | • любая комбинация из двух человек в фильме «Jonas Brothers: The 3D Concert Experience»                                                                                     |                                                                                           |
| 2009   | 30-я | • Уилл Феррелл и все другие актёры и монстры — «Затерянный мир» |                                                                                           |
| 2009   | 30-я | • Шайа Лабаф с Меган Фокс, или с «трансформером» — «Трансформеры: Месть падших»                                                                                             |                                                                                           |
| 2009   | 30-я | • Кристен Стюарт с Тейлором Лотнером, или с Робертом Паттинсоном — «Сумерки. Сага. Новолуние»                                                                               |                                                                                           |

### 2010—2019
| За год | Ном. | Фотографии лауреатов                                                                                                   | Лауреаты и номинанты                                                                                      |
| ------ | ---- | --- | --- |
| 2010   | 31-я | | • Актёрский ансамбль — «Секс в большом городе 2»                                                          |
| 2010   | 31-я | • Актёрский ансамбль — «Повелитель стихий»                                                                             | |
| 2010   | 31-я | • Актёрский ансамбль — «Сумерки. Сага. Затмение»                                                                       | |
| 2010   | 31-я | • Дженнифер Энистон и Джерард Батлер — «Охотник за головами»                                                           | |
| 2010   | 31-я | • Лицо Джоша Бролина и акцент Меган Фокс — «Джона Хекс»                                                                | |
| 2011   | 32-я | | • Адам Сэндлер и Кэти Холмс или Адам Сэндлер и Аль Пачино — «Такие разные близнецы»                       |
| 2011   | 32-я | • Николас Кейдж и любой актёр или актриса из трёх фильмов — «Сумасшедшая езда», «Время ведьм» и «Что скрывает ложь»    | |
| 2011   | 32-я | • Шайа Лабаф и Роузи Хантингтон-Уайтли — «Трансформеры 3: Тёмная сторона Луны»                                         | |
| 2011   | 32-я | • Адам Сэндлер, Дженнифер Энистон и Бруклин Деккер — «Притворись моей женой»                                           | |
| 2011   | 32-я | • Кристен Стюарт, Тейлор Лотнер и Роберт Паттинсон — «Сумерки. Сага: Рассвет — Часть 1»                                | |
| 2012   | 33-я | | • Маккензи Фой и Тейлор Лотнер — «Сумерки. Сага: Рассвет — Часть 2»                                       |
| 2012   | 33-я | • Любая комбинация персонажей из сериала «Пляж» в фильме «Три балбеса»                                                 | |
| 2012   | 33-я | • Роберт Паттинсон и Кристен Стюарт — «Сумерки. Сага: Рассвет — Часть 2»                                               | |
| 2012   | 33-я | • Тайлер Перри и его женское «я» — «Программа защиты свидетелей Мэдеи»                                                 | |
| 2012   | 33-я | • Адам Сэндлер с Лейтон Мистер, или с Энди Сэмберг, либо с Сьюзен Сарандон в фильме «Папа-досвидос»                    | |
| 2013   | 34-я | | • Джейден Смит и Уилл Смит на планете кумовства — «После нашей эры»                                       |
| 2013   | 34-я | • Весь актёрский состав фильма «Одноклассники 2»                                                                       | |
| 2013   | 34-я | • Весь актёрский состав фильма «Муви 43»                                                                               | |
| 2013   | 34-я | • Линдси Лохан и Чарли Шин — «Очень страшное кино 5»                                                                   | |
| 2013   | 34-я | • Тайлер Перри и либо Ларри Кейбл Гай, либо изношенные парик и платье — «Рождество Мэдеи»                              | |
| 2014   | 35-я | | • Кирк Кэмерон и его эго — «Спасти Рождество»                                                             |
| 2014   | 35-я | • Любые два робота, актёра (или роботизированных актёра) — «Трансформеры: Эпоха истребления»                           | |
| 2014   | 35-я | • Камерон Диас и Джейсон Сигел — «Домашнее видео: Только для взрослых»                                                 | |
| 2014   | 35-я | • Келлан Латс и его мышцы живота, или мышцы груди, или его ягодицы — «Геракл: Начало легенды»                          | |
| 2014   | 35-я | • Сет Макфарлейн и Шарлиз Терон — «Миллион способов потерять голову»                                                   | |
| 2015   | 36-я | | • Джейми Дорнан и Дакота Джонсон — «Пятьдесят оттенков серого»                                            |
| 2015   | 36-я | • Вся четвёрка «Fantastics» — «Фантастическая четвёрка»                                                                | |
| 2015   | 36-я | • Джонни Депп и его приклеенные усы — «Мордекай»                                                                       | |
| 2015   | 36-я | • Кевин Джеймс и либо его Сегвей, либо его приклеенные усы — «Толстяк против всех»                                     | |
| 2015   | 36-я | • Адам Сэндлер и любая пара его ботинок — «Сапожник»                                                                   | |
| 2016   | 37-я | | • Бен Аффлек и его худший враг в истории Генри Кавилл — «Бэтмен против Супермена: На заре справедливости» |
| 2016   | 37-я | • Любые два египетских бога или смертных — «Боги Египта»                                                               | |
| 2016   | 37-я | • Джонни Депп и его тошнотворно яркий костюм — «Алиса в Зазеркалье»                                                    | |
| 2016   | 37-я | • Весь состав когда-то уважаемых актёров — «Призрачная красота»                                                        | |
| 2016   | 37-я | • Тайлер Перри и всё тот же затасканный парик — «Хеллоуин Мэдеи»                                                       | |
| 2016   | 37-я | • Бен Стиллер и его еле-еле смешной друг Оуэн Уилсон — «Образцовый самец № 2»                                          | |
| 2017   | 38-я | | • Любые два надоедливых эмоджи — «Эмоджи фильм»                                                           |
| 2017   | 38-я | • Любая комбинация из двух персонажей, двух секс-игрушек или двух сексуальных позиций — «На пятьдесят оттенков темнее» | |
| 2017   | 38-я | • Джонни Депп и его вымученный образ пьяницы — «Пираты Карибского моря: Мертвецы не рассказывают сказки»               | |
| 2017   | 38-я | • Любая комбинация двух человек, двух роботов или двух взрывов — «Трансформеры: Последний рыцарь»                      | |
| 2017   | 38-я | • Тайлер Перри и либо старое платье, либо изношенный парик — «Хэллоуин Мэдеи 2»                                        | |
| 2018   | 39-я | | • Дональд Трамп и его нескончаемая мелочность — «Смерть нации» (англ.) и «Фаренгейт 11/9»                 |
| 2018   | 39-я | • любые два актёра или куклы (особенно в тех жутких сексуальных сценах) — «Игрушки для взрослых»                       | |
| 2018   | 39-я | • Джонни Депп и его быстро угасающая карьера — «Шерлок Гномс»                                                          | |
| 2018   | 39-я | • Уилл Феррелл и Джон Си Райли (уничтожившие двух самых любимых литературных персонажей) — «Холмс & Ватсон»            | |
| 2018   | 39-я | • Келли Престон и Джон Траволта (обзоры на уровне фильма «Поле битвы: Земля») — «Кодекс Готти»                         | |
| 2019   | 40-я | | • Два любых полукошачьих-получеловечьих комочка шерсти — «Кошки»                                          |
| 2019   | 40-я | • Джейсон Деруло и его удалённая с помощью CGI выпуклость — «Кошки»                                                    | |
| 2019   | 40-я | • Тайлер Перри и Тайлер Перри (или Тайлер Перри) — «Мэдея на похоронах»                                                | |
| 2019   | 40-я | • Сильвестр Сталлоне и его бессильная ярость — «Рэмбо: Последняя кровь»                                                | |
| 2019   | 40-я | • Джон Траволта и любой сценарий, на который он соглашается                                                            | |

### 2020—н.в.
| За год | Ном. | Фотографии лауреатов | Лауреаты и номинанты                                                                |
| ------ | ---- | --- | ----------------------------------------------------------------------------------- |
| 2020   | 41-я | | • Рудольф Джулиани и его штаны на молнии — «Борат 2»                                |
| 2020   | 41-я | • Роберт Дауни-младший и его совершенно неубедительный «валлийский» акцент — «Удивительное путешествие доктора Дулиттла»           |                                                                                     |
| 2020   | 41-я | • Харрисон Форд и эта совершенно фальшивая CGI «собака» — «Зов предков»                                                            |                                                                                     |
| 2020   | 41-я | • Лорен Лэпкус и Дэвид Спейд — «Не та девушка»                                                                                     |                                                                                     |
| 2020   | 41-я | • Адам Сэндлер и его пронзительный простоватый голос — «Хэллоуин Хьюби»                                                            |                                                                                     |
| 2021   | 42-я | | • Леброн Джеймс и любая мультяшка — «Космический джем: Новое поколение»             |
| 2021   | 42-я | • Любые актёры в любом музыкальном номере — «Диана: Мюзикл»                                                                        |                                                                                     |
| 2021   | 42-я | • Джаред Лето и его латексное лицо, вызывающая одежда или нелепый акцент — «Дом Gucci»                                             |                                                                                     |
| 2021   | 42-я | • Бен Платт и любой другой персонаж, который ведет себя как Платт — «Дорогой Эван Хансен»                                          |                                                                                     |
| 2021   | 42-я | • Том и Джерри — «Том и Джерри» |                                                                                     |
| 2022   | 43-я | | • Том Хэнкс и его латексное лицо (и этот нелепый акцент) — «Элвис»                  |
| 2022   | 43-я | • Оба реальных персонажа из неверной постельной сцены в Белом доме — «Блондинка»                                                   |                                                                                     |
| 2022   | 43-я | • Эндрю Доминик и его проблемы с женщинами — «Блондинка»                                                                           |                                                                                     |
| 2022   | 43-я | • Machine Gun Kelly и Mod Sun — «Доброго траура»                                                                                   |                                                                                     |
| 2022   | 43-я | • Два сиквела фильма «365 дней» («365 дней: Этот день» и «Следующие 365 дней»)                                                     |                                                                                     |
| 2023   | 44-я | | • Пух и Пятачок в ролях кровожадных убийц из слэшера (!) — «Винни-Пух: Кровь и мёд» |
| 2023   | 44-я | • Любые два «безжалостных наёмника» — «Неудержимые 4»                                                                              |                                                                                     |
| 2023   | 44-я | • Любые два жадных до денег инвестора, отдавших $400 млн за права на ремейк «Изгоняющего дьявола» — «Изгоняющий дьявола: Верующий» |                                                                                     |
| 2023   | 44-я | • Ана де Армас и Крис Эванс (с нулевой химией на экране) — «Без ответа»                                                            |                                                                                     |
| 2023   | 44-я | • Сальма Хайек и Ченнинг Татум — «Супер Майк: Последний танец»                                                                     |                                                                                     |
| 2024   | 45-я | Хоакин Феникс · Леди Гага | • Хоакин Феникс и Леди Гага — «Джокер: Безумие на двоих»                            |
| 2024   | 45-я | Хоакин Феникс · Леди Гага | • Весь актёрский состав фильма «Мегалополис»                                        |
| 2024   | 45-я | Хоакин Феникс · Леди Гага | • Любые два мерзких персонажа (но особенно Джек Блэк) — «Бордерлендс»               |
| 2024   | 45-я | Хоакин Феникс · Леди Гага | • Любые два несмешных «комедийных актёра» — «Без глазури»                           |
| 2024   | 45-я | Хоакин Феникс · Леди Гага | • Деннис Куэйд и Пенелопа Энн Миллер — «Рейган»                                     |